# Vincent Rouffaer
Vincent Jozef Rouffaer (1951) is een Belgische regisseur. Hij is een zoon van de acteur Senne Rouffaer.
Hij regisseerde onder andere:
- De Collega's (1978), televisieserie
- Cello en contrabas (1982), televisiefilm
- Hard labeur (1985), televisieserie
- De kollega's maken de brug (1988), film
- De leraarskamer (1991), televisiefilm
- Kongo (1997), miniserie
- Alfa Papa Tango (1990-1991), televisieserie
- Witse (2004), televisieserie
- Aspe (2008, 2014), televisieserie
- Mega Mindy en de Snoepbaron (2011), film
- Plop en de Peppers (2015-2017), televisieserie